# Apofeni

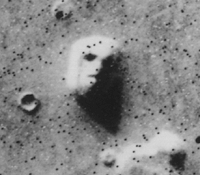
"Ansiktet". Cydonia-regionen på Mars.

Apofeni (av klassisk grekiska ἀποφαίνειν, "visa", "inse") är den mänskliga önskan att skapa samband mellan helt orelaterade data eller händelser. Begreppet tillskrivs den tyske psykiatrikern och neurologen Klaus Conrad som 1958 i en publikation om tidiga faser av schizofreni använde uttrycket.
Apofeni har blivit ett samlingsnamn för olika former av tendenser för att söka mönster i tillfälliga data. Som exempel kan spelare som ser mönster i olika former av lotterier eller hasardspel ges.